# Andrija Štambuk
Andrija-Dušan (Andro) Štambuk (Selca, 25. travnja 1913. – Split, 19. kolovoza 1955.), bio je hrvatski katolički svećenik, pomoćni biskup hvarsko-bračko-viški.

## Životopis
Štambuk je rođen na Braču u Selcima, u obitelji Kate i Nikole Štambuka, koji su uz njega imali još kćeri Irmu i Lidiju te sina Miljenka.
Teologiju je studirao u Centralnome bogoslovskom sjemeništu za Dalmaciju u Splitu. 

### Svećeništvo
Za svećenika zaređen je u Selcima 8. kolovoza 1937. Obnašao je dužnost župskog pomoćnika u Selcima. 
Hvarsko-bračko-viški biskup Miho Pušić uputio ga je na studij u Rim na Papinsko sveučilište Gregorianu. Ondje je i doktorirao.
Po povratku sa studija obnašao je službe prefekta Biskupskog sjemeništa u Splitu, te upravitelja Biskupske kancelarije u Hvaru.
Pri organiziranju zbjega u egipatskom logoru El Shattu na Sinaju Štambuk je zajedno s još trojicom katoličkih svećenika upućen sa zbjegom u Bari pa u El Shatt da bi ondje bio dušobrižnik i vodio matične knjige krštenih, vjenčanih i umrlih. U El Shattu je Štambuk imenovan u Centralni odbor zbjega, te je kao dekan vodio Odsjek za vjeru Prosvjetnog odjela. Uskoro je, zajedno sa Zoranom Palčokom, vodio i Prosvjetni odjel, a pri kraju zbjega je 1946. bio i predsjednik Centralnog odbora zbjega.
Nakon rata se vratio na Hvar. Pao je u nemilost mjesnih komunističkih vlasti, te je bio zatvaran i osuđen na dvije godine tamnice zbog navodnog djelovanja protiv društvenog uređenja. Kaznu je izdržavao u Staroj Gradišci, te se vratio u Hvar.

### Atentat
Neke večeri 1953. skupina prerušenih muškaraca napala je njega i don Juru Belića, s namjerom da ih ubiju. Don Andro Štambuk tom je prilikom brutalno pretučen. Počinitelji nisu nađeni, pa se pretpostavljalo da su bili motivirani politički i da ih je vlast poslala i zaštitila. Iako je smatrao da je samo čudom ostao živ, Štambuk nije želio odlaziti liječniku, nego se sam liječio kako je znao i umio. Nakon toga se rijetko pojavljivao u javnosti.

### Biskupstvo
Papa Pio XII. ga je 14. svibnja 1955. imenovao pomoćnim biskupom hvarsko-bračko-viškim, te mu je dodijelio naslovnu biskupiju Balaneu (Sirija). Zaredio ga je 3. srpnja tada već nadbiskup (osobni naslov) hvarske biskupije Miho Pušić koji ga je imenovao svojim generalnim vikarom, a suposvetitelji bili su naslovni biskup Pomarije Dragutin Nežić i naslovni biskup Drinopolja Frane Franić. Dva tjedna kasnije posvetio je novu crkvu Krista Kralja u Selcima.

### Smrt
Mjesec i pô nakon ređenja, 18. kolovoza iste godine, iznenada mu je pozlilo te je prevezen u Opću bolnicu u Splitu, gdje je umro dan kasnije, možda od posljedica atentata dvije godine ranije. Iz Splita mu je tijelo preneseno u Hvar, gdje su sprovodni obredi obavljeni u stolnici sv. Stjepana, a zatim je sahranjeno u Selcima, u istoj crkvi Krista Kralja koju je posvetio mjesec dana ranije.